# Лунджешть (Клуж)
Лунджешть, Лунджешті (рум. Lungești) — село у повіті Клуж в Румунії. Входить до складу комуни Яра.
Село розташоване на відстані 303 км на північний захід від Бухареста, 31 км на південь від Клуж-Напоки.

## Населення
За даними перепису населення 2002 року у селі проживала 61 особа, усі — румуни. Усі жителі села рідною мовою назвали румунську.